# 萱場元時
萱場 元時（かやば もととき、生没年不詳）は、安土桃山時代から江戸時代の武将。通称は源兵衛。仙台藩重臣亘理伊達家の家臣。
なお、この人物は2人いる（親子2代とも源兵衛元時を名乗っている）。

## 概要
伊達稙宗家臣萱場時政（官途は但馬守、通称内蔵助、宮内）の子として生まれる。拝領地は伊達郡徳江・上長井。
父時政は天文17年（1548年）、上杉入嗣の際、稙宗の子伊達実元の附家老職（または足軽大将）に任じられ、鳥毛対鑓と長刀を賜っている。
元時（父）は主君実元より「元」の一字と指小旗を賜っている。
天正13年（1585年）の人取橋の戦いで実元の子伊達成実に従い佐竹義重勢と戦い戦功を挙げた。
元時（子）には弟の萱場但馬守がいる。成実の騎馬衆（陪臣）でありながら、伊達政宗に鉄砲術を賞賛され、鉄炮と小道具を拝領した。
慶長7年（1603年）主君成実の亘理移転の際、屋敷を賜る。
天和8年（1622年）。出羽山形藩主最上義俊が改易処分に処されると主君伊達成実に従い山形城を接収した。

## 逸話
- 元時（子）は主君成実が何度も知行加増しようとするも、そのたびに辞退していた。だが辞退ばかりで気が引けたのか、「しるし」一文のみ拝受したという。[1]
- また元時（子）に関する書状が発見されている。

1つは、「寛永2年10月11日　伊達政宗書状」で、
「今度萱場源兵衛あい上らせられ候、鉄砲の様子、直にあい尋ね申し候。師匠これなく候えども、自然の鍛錬の上、必ずしかるべき様子これあるべしと、校量せしめ候ところ、その如くの様子ともに候。奇特に存じ候。稲富流にこれある事に候。万事源兵衛物語申すべく候あいだ、つぶさならず候。恐々謹言。（寛永2年）10月11日伊達安房守殿」
もう1つは、「寛永中10月4日　伊達政宗書状」で、
「名取笠島近所に、鶴6-7ござ候。鷹にて※候えども、大ふけにて、何ともなり申さず候。よきところへあけ候かと、追い立て候えども、ふけを離れず候。鉄砲にて打たせ申すべく候。
此方にも上手どもそ候へども、鶴打ちつけ申し候。そなたの萱葉源兵衛お越しあるべく候。明日此方へ未明に給うべく候。さ候はば岩沼に案内者一人待たせもうすべく候。
その者次第に打ち候と、仰せつけもっともに候。恐々謹言。朔日より両日鷂使い、また昨日は鳫鷹野に出で候て、鳥屋出の鷹三据えさせ、三ながら一より筒に取り替い、満足申し候。
かしく。10月4日　政宗（花押）伊房州　御宿所」
以上から稲富流砲術の達人であり、政宗自身から鉄砲技術の称賛があったことがわかる。

## 一族
- 元時（子）の弟、但馬守の息子は萱場金兵衛である。[7]
- 慶長20年（1615年）にかけての大坂夏の陣において、成実の徒歩衆の萱場養助・萱場次郎兵衛、馬上の萱場治郎平が豊臣秀頼勢と戦った。[8]
- 萱場治郎平は山形城接収に同行している。